# Michał Jerzy Warda
Michał Jerzy Warda – polski fizyk, dr hab. nauk fizycznych, profesor nadzwyczajny Instytutu Fizyki Wydziału Matematyki, Fizyki i Informatyki Uniwersytetu Marii Curie-Skłodowskiej.

## Życiorys
W 1995 r. ukończył studia w zakresie fizyki na Uniwersytecie Marii Curie-Skłodowskiej w Lublinie. 28 czerwca 1999 r. uzyskał doktorat dzięki pracy pt. Własności stanu podstawowego jąder atomowych w relatywistycznej teorii średniego pola, a 28 stycznia 2013 r. habilitował się na podstawie oceny dorobku naukowego i pracy zatytułowanej Skóra neutronowa jąder atomowych i jej związek z jądrową energią symetrii. Pełni funkcję profesora nadzwyczajnego w Instytucie Fizyki na Wydziale Matematyki, Fizyki i Informatyki Uniwersytetu Marii Curie-Skłodowskiej.
W 2018 został zaproszony do wygłoszenia wykładu w Chengdu w Chinach.

## Publikacje
- 1997: Ground state properties of the β stable nuclei in various mean field theories[1]
- 2005: The fission of 252Cf from a mean field perspective[1]
- 2009: Neutron skin thickness in the droplet model with surface width dependence: Indications of softness[1]
- 2012: Nuclear symmetry energy and neutron skin thickness[1]